# 高偉誠
高 偉誠（カオ・ウェチェン、1995年10月29日 - ）は、台湾の男子バレーボール選手である。

## 来歴
台湾出身。
2019年と2021年に、チャイニーズタイペイ代表としてアジア選手権に出場。2019年にはユニバーシアードにも出場した。
2023-24シーズン、V.LEAGUE DIVISION2 MEN（V2男子）に所属する埼玉アザレアに入団し、V2男子の試合に出場した。2023-24シーズンで得点王を獲得し、シーズン終了後退団。連莊排球隊に加入した。

## 球歴
- チャイニーズタイペイ代表
  - アジア選手権 - 2019年、2021年
- ユニバーシアードチャイニーズタイペイ男子代表
  - ユニバーシアード - 2019年 (en)

## 受賞歴
- 2024年 - 2023-24 V.LEAGUE DIVISION2 MEN 得点王

## 所属チーム
- 台北Conti (zh) （2013-2014年）
- 雲林Mizuno (zh) （2013-2020年）
- 台中長力/台中太陽神 (zh) （2020-2023年）
- 埼玉アザレア（2023-2024年）
- 連莊排球隊 (zh) （2024年-）